# Maksym Kowal
Maksym Anatolijowycz Kowal, ukr. Максим Анатолійович Коваль (ur. 9 grudnia 1992 w Zaporożu) – ukraiński piłkarz grający na pozycji bramkarza.

## Kariera piłkarska

### Kariera klubowa
Wychowanek SDJuSzOR Metałurh Zaporoże. Pierwszy trener – Wiktor Trehubow. Występował w juniorskich mistrzostwach Ukrainy (DJuFL) w Metałurhu Zaporoże (2004-2008). Karierę piłkarską rozpoczął 20 lipca 2008 w drugiej drużynie Metałurha, a 1 listopada 2009 w podstawowej jedenastce Metałurha Zaporoże. Mając dopiero 16 lat pokazał się z najlepszej strony. 26 lipca 2010 podpisał kontrakt z Dynamem Kijów. 6 sierpnia 2014 został wypożyczony na pół roku do Howerły Użhorod. 3 marca wypożyczenie zostało przedłużone do lata 2015. 30 sierpnia 2015 został wypożyczony do Odense BK, w którym grał do lata 2016. 20 stycznia 2018 został wypożyczony do Deportivo La Coruña 23 lipca 2018 przeniósł się do Al-Fateh SC. 1 lipca 2019 klub wykupił kontrakt piłkarza.

### Kariera reprezentacyjna
10 września 2008 debiutował w reprezentacji Ukrainy U-17 w wygranym 4:0 meczu przeciwko reprezentacji Rumunii U-17. 4 lipca 2009 debiutował w reprezentacji Ukrainy U-19 w zremisowanym 0:0 meczu przeciwko reprezentacji Rosji U-17. 1 czerwca 2012 rozegrał swój pierwszy mecz w narodowej reprezentacji, po przerwie zastępując Ołeksandra Horiajinowa w towarzyskim meczu przeciwko Austrii.